# (9139) Barrylasker
(9139) Barrylasker (4180 T-2) – planetoida z grupy pasa głównego asteroid okrążająca Słońce w ciągu 3,66 lat w średniej odległości 2,37 j.a. Odkryta 29 września 1973 roku.